# ماريو زايدل
ماريو زايدل (بالألمانية: Mario Seidl)‏ هو متزحلق نوردي مزدوج نمساوي، ولد في 8 ديسمبر 1992 في النمسا.

## وصلات خارجية
- ماريو سايديل على موقع الاتحاد الدولي للتزلج (التزلج النوردي المزدوج) (الإنجليزية)
- ماريو سايديل على موقع أوليمبيديا (الإنجليزية)